# Romeo Langford
Romeo Langford, né le 25 octobre 1999 à New Albany dans l'Indiana, est un joueur américain de basket-ball évoluant au poste d'arrière.

## Biographie

### Carrière au lycée et universitaire
Il évolue d'abord quatre années au sein de la New Albany High School dans l'Indiana. En première année, Langford mène New Albany à un bilan de 23-3 et au tournoi régional tout en marquant en moyenne 17,1 points et 6,0 rebonds. Au cours de sa seconde année, il obtient en moyenne 30,2 points, 9 rebonds et 3 passes décisives par match, tout en menant New Albany à un bilan quasi parfait de 27-1 et un premier titre d’État depuis 1973. Au cours de sa troisième saison, il obtient en moyenne 28,7 points, 8,9 rebonds et 3,4 passes décisives par match, menant New Albany à un bilan de 25-4 et aux quarts de finale de classe 4A. Le 21 novembre 2017, Langford ouvre son ultime saison avec 48 points, un record en carrière, dans une victoire 110-36 contre Charlestown.
Durant ses années au lycée, il est médaillé de bronze au championnat du monde des moins de 19 ans 2017 avec la sélection des États-Unis. Dans le même temps, il est sélectionné pour le Jordan Brand Classic et le McDonald's All-American Game, deux événements rassemblant les meilleurs lycéens du moment.
Après une saison à 17 points de moyenne en université avec les Hoosiers de l'Indiana, il s'inscrit à la draft 2019 de la NBA, où il est attendu au premier tour. Il est finalement choisi par les Celtics de Boston en 14e position.

### Carrière professionnelle

#### Celtics de Boston (2019-2022)
Au début de la saison 2019-2020, il est assigné aux Red Claws du Maine, l'équipe de NBA Gatorade League affiliée aux Celtics de Boston. Il se blesse une première fois à la cheville lors d’un match contre les Mad Ants de Fort Wayne le 15 novembre. Le 22 septembre 2020, les Celtics annoncent que Langford a subi une intervention chirurgicale au niveau du poignet droit et qu’il manquerait le reste de la saison NBA.

#### Spurs de San Antonio (2022-2023)
En février 2022, il est envoyé aux Spurs de San Antonio avec Josh Richardson contre Derrick White.

#### BCM Gravelines-Dunkerque (depuis 2024)
Le 29 octobre 2024, Langford signe un contrat de 6 semaines avec le club français du BCM Gravelines-Dunkerque.

## Palmarès

### Sélection nationale
- Championnat du monde des moins de 19 ans en 2017.

### Distinctions personnelles
- Big Ten Freshman of the Year en 2019.
- Big Ten All-Freshman Team selection en 2019.
- All-Big Ten Second Team en 2019.
- Sélectionné pour le Jordan Brand Classic en 2018.
- Sélectionné pour le McDonald's All-American Game en 2018.

## Statistiques

### Universitaires
| Saison    | Équipe   | Matchs | Titul. | Min./m | % Tir | % 3pts | % LF | Rbds/m. | Pass/m. | Int/m. | Ctr/m. | Pts/m. |
| --------- | -------- | ------ | ------ | ------ | ----- | ------ | ---- | ------- | ------- | ------ | ------ | ------ |
| 2018-2019 | Indiana  | 32     | 32     | 34,1   | 44,8  | 27,2   | 72,2 | 5,40    | 2,30    | 0,80   | 0,80   | 16,50  |
| Carrière  | Carrière | 32     | 32     | 34,1   | 44,8  | 27,2   | 72,2 | 5,40    | 2,30    | 0,80   | 0,80   | 16,50  |

### NBA

#### Saison régulière
| Saison    | Équipe      | Matchs | Titul. | Min./m | % Tir | % 3pts | % LF | Rbds/m. | Pass/m. | Int/m. | Ctr/m. | Pts/m. |
| --------- | ----------- | ------ | ------ | ------ | ----- | ------ | ---- | ------- | ------- | ------ | ------ | ------ |
| 2019-2020 | Boston      | 32     | 2      | 11,6   | 35,0  | 18,5   | 72,0 | 1,28    | 0,41    | 0,25   | 0,25   | 2,47   |
| 2020-2021 | Boston      | 18     | 4      | 15,7   | 35,6  | 27,8   | 75,0 | 1,94    | 0,72    | 0,33   | 0,28   | 3,11   |
| 2021-2022 | Boston      | 44     | 5      | 16,6   | 42,9  | 34,9   | 58,8 | 2,36    | 0,43    | 0,48   | 0,36   | 4,70   |
| 2021-2022 | San Antonio | 4      | 0      | 10,6   | 57,1  | 0,0    | 37,5 | 1,00    | 0,50    | 0,25   | 0,00   | 2,75   |
| Carrière  | Carrière    | 98     | 11     | 14,5   | 40,0  | 30,0   | 63,3 | 1,88    | 0,48    | 0,37   | 0,30   | 3,60   |

#### Playoffs
| Saison   | Équipe   | Matchs | Titul. | Min./m | % Tir | % 3pts | % LF  | Rbds/m. | Pass/m. | Int/m. | Ctr/m. | Pts/m. |
| -------- | -------- | ------ | ------ | ------ | ----- | ------ | ----- | ------- | ------- | ------ | ------ | ------ |
| 2020     | Boston   | 7      | 0      | 6,6    | 40,0  | 50,0   | 50,0  | 0,40    | 0,30    | 0,10   | 0,00   | 1,40   |
| 2021     | Boston   | 4      | 2      | 27,3   | 40,6  | 35,3   | 100,0 | 2,50    | 1,30    | 0,80   | 0,50   | 9,00   |
| Carrière | Carrière | 11     | 2      | 14,1   | 40,5  | 36,8   | 83,3  | 1,20    | 0,60    | 0,40   | 0,20   | 4,20   |

### NBA Gatorade League
| Saison    | Équipe   | Matchs | Titul. | Min./m | % Tir | % 3pts | % LF | Rbds/m. | Pass/m. | Int/m. | Ctr/m. | Pts/m. |
| --------- | -------- | ------ | ------ | ------ | ----- | ------ | ---- | ------- | ------- | ------ | ------ | ------ |
| 2019-2020 | Maine    | 7      | 4      | 23,8   | 43,1  | 21,7   | 80,0 | 2,70    | 1,40    | 0,40   | 1,60   | 10,60  |
| Carrière  | Carrière | 7      | 4      | 23,8   | 43,1  | 21,7   | 80,0 | 2,70    | 1,40    | 0,40   | 1,60   | 10,60  |

## Records sur une rencontre en NBA
Les records personnels de Romeo Langford en NBA sont les suivants, :
| Type de statistique        | Saison régulière | Saison régulière            | Saison régulière | Playoffs | Playoffs           | Playoffs      |
| Type de statistique        | Record           | Adversaire                  | Date             | Record   | Adversaire         | Date          |
| -------------------------- | ---------------- | --------------------------- | ---------------- | -------- | ------------------ | ------------- |
| Points                     | 23               | @ Knicks de New York        | 29 décembre 2022 | 17       | @ Nets de Brooklyn | 1er juin 2021 |
| Paniers marqués            | 11               | @ Knicks de New York        | 29 décembre 2022 | 7        | @ Nets de Brooklyn | 1er juin 2021 |
| Paniers tentés             | 16               | @ Knicks de New York        | 29 décembre 2022 | 12       | @ Nets de Brooklyn | 1er juin 2021 |
| Paniers à 3 points réussis | 2                | 12 fois                     | 12 fois          | 3        | @ Nets de Brooklyn | 1er juin 2021 |
| Paniers à 3 points tentés  | 5                | 3 fois                      | 3 fois           | 7        | @ Nets de Brooklyn | 1er juin 2021 |
| Lancers francs réussis     | 4                | 3 fois                      | 3 fois           | 4        | Nets de Brooklyn   | 30 mai 2021   |
| Lancers francs tentés      | 6                | 2 fois                      | 2 fois           | 4        | Nets de Brooklyn   | 30 mai 2021   |
| Rebonds offensifs          | 4                | Knicks de New York          | 7 avril 2021     | 2        | Nets de Brooklyn   | 28 mai 2021   |
| Rebonds défensifs          | 7                | Cavaliers de Cleveland      | 22 décembre 2021 | 4        | Nets de Brooklyn   | 28 mai 2021   |
| Rebonds totaux             | 9                | Cavaliers de Cleveland      | 22 décembre 2021 | 6        | Nets de Brooklyn   | 28 mai 2021   |
| Passes décisives           | 4                | 2 fois                      | 2 fois           | 2        | @ Nets de Brooklyn | 1er juin 2021 |
| Interceptions              | 4                | @ Timberwolves du Minnesota | 27 décembre 2021 | 2        | @ Nets de Brooklyn | 1er juin 2021 |
| Contres                    | 3                | 2 fois                      | 2 fois           | 2        | @ Nets de Brooklyn | 1er juin 2021 |
| Balles perdues             | 3                | @ Knicks de New York        | 20 octobre 2021  | 1        | 3 fois             | 3 fois        |
| Minutes jouées             | 36               | @ Timberwolves du Minnesota | 27 décembre 2021 | 38       | @ Nets de Brooklyn | 1er juin 2021 |

- Double-double : 0
- Triple-double : 0

Dernière mise à jour : 15 août 2022